# Landtagswahlkreis Halberstadt
Der Landtagswahlkreis Halberstadt (Wahlkreis 14) ist ein Landtagswahlkreis in Sachsen-Anhalt. Er umfasste zur Landtagswahl in Sachsen-Anhalt 2021 vom Landkreis Harz die Gemeinden Groß Quenstedt, Halberstadt, Huy und Schwanebeck.
Der Wahlkreis wird in der achten Legislaturperiode des Landtages von Sachsen-Anhalt von Thomas Krüger vertreten, der das Direktmandat bei der Landtagswahl am 6. Juni 2021 mit 30,4 % der Erststimmen erstmals gewann. Davor vertrat Daniel Szarata von 2016 bis zum 31. Dezember 2020 den Wahlkreis. Zum 1. Januar 2021 trat Szarata sein Amt als Oberbürgermeister von Halberstadt an, weswegen er das Mandat niederlegte.

## Wahl 2021
Im Vergleich zur Landtagswahl 2016 wurde der Zuschnitt des Wahlkreises nicht verändert. Auch Name und Nummer des Wahlkreises wurden nicht geändert.
Es traten neun Direktkandidaten an. Von den Direktkandidaten der vorhergehenden Wahl trat keiner erneut an. Thomas Krüger gewann mit 30,4 % der Erststimmen erstmals das Direktmandat. Christian Hecht zog über Platz 15 der Landesliste der AfD und Andreas Henke über Platz 8 der Landesliste der Partei Die Linke ebenfalls in den Landtag ein.
|                       |                      | Erst- stimmen | Erst- stimmen | Zweit- stimmen | Zweit- stimmen |
| Bewerber              | Partei               | Anzahl        | %             | Anzahl         | %              |
| --------------------- | -------------------- | ------------- | ------------- | -------------- | -------------- |
| Wahlberechtigte       | Wahlberechtigte      | 40.935        | 100,0         | 40.935         | 100,0          |
| Wähler                | Wähler               | 22.883        | 55,9          | 22.883         | 55,9           |
| Ungültige Stimmen     | Ungültige Stimmen    | 311           | 1,4           | 291            | 1,3            |
| Gültige Stimmen       | Gültige Stimmen      | 22.572        | 98,6          | 22.592         | 98,7           |
| davon                 |                      |               |               |                |                |
| Thomas Krüger         | CDU                  | 6.851         | 30,4          | 8.468          | 37,5           |
| Christian Hecht       | AfD                  | 4.806         | 21,3          | 4.725          | 20,9           |
| Andreas Henke         | DIE LINKE            | 5.030         | 22,3          | 2.950          | 13,1           |
| Karl-Peter Köpke      | SPD                  | 1.888         | 8,4           | 1.871          | 8,3            |
| Jan Christopher Noack | GRÜNE                | 750           | 3,3           | 1.062          | 4,7            |
| Yvonne von Löbbecke   | FDP                  | 1.569         | 7,0           | 1.384          | 6,1            |
| Dieter Kühn           | FREIE WÄHLER         | 1.040         | 4,6           | 623            | 2,8            |
| –                     | NPD                  | –             | –             | 43             | 0,2            |
| –                     | Tierschutzpartei     | –             | –             | 291            | 1,3            |
| –                     | Tierschutzallianz    | –             | –             | 68             | 0,3            |
| –                     | LKR                  | –             | –             | 6              | 0,0            |
| –                     | Die PARTEI           | –             | –             | 111            | 0,5            |
| –                     | Gartenpartei         | –             | –             | 166            | 0,7            |
| –                     | FBM                  | –             | –             | 3              | 0,0            |
| –                     | TIERSCHUTZ hier!     | –             | –             | 117            | 0,5            |
| Jens Körner           | dieBasis             | 435           | 1,9           | 453            | 2,0            |
| –                     | Klimaliste ST        | –             | –             | 14             | 0,1            |
| –                     | ÖDP                  | –             | –             | 23             | 0,1            |
| –                     | Die Humanisten       | –             | –             | 16             | 0,1            |
| –                     | Gesundheitsforschung | –             | –             | 80             | 0,4            |
| –                     | PIRATEN              | –             | –             | 80             | 0,4            |
| –                     | WiR2020              | –             | –             | 38             | 0,2            |
| Andreas Gottschalt    | Einzelbewerber       | 203           | 0,9           | –              | –              |

## Wahl 2016
Bei der Landtagswahl in Sachsen-Anhalt 2016 waren 43.083 Einwohner wahlberechtigt; die Wahlbeteiligung lag bei 55,7 %. Daniel Szarata gewann das Direktmandat für die CDU.
| Bewerber         | Partei            | Erststimmen in % | Zweitstimmen in % |
| ---------------- | ----------------- | ---------------- | ----------------- |
| Daniel Szarata   | CDU               | 35.9             | 33.0              |
| Armin Friese     | AfD               | 24.6             | 22.8              |
| Astrid Meyer     | LINKE             | 17.4             | 16.5              |
| Jörg Felgner     | SPD               | 14.0             | 10.7              |
| Jennifer Breuste | GRÜNE             | 4.0              | 4.7               |
| Wolfgang Döcke   | FDP               | 4.0              | 4.1               |
| —                | NPD               | —                | 2.0               |
| —                | Tierschutzpartei  | —                | 1.6               |
| —                | Freie Wähler      | —                | 1.3               |
| —                | Tierschutzallianz | —                | 1.1               |
| —                | ALFA              | —                | 0.9               |
| —                | Die PARTEI        | —                | 0.4               |
| —                | MG                | —                | 0.3               |
| —                | DIE RECHTE        | —                | 0.3               |
| —                | FBM               | —                | 0.2               |

## Wahl 2011
Bei der Landtagswahl in Sachsen-Anhalt 2011 waren 50130 Einwohner wahlberechtigt; die Wahlbeteiligung lag bei 48,5 %. Frauke Weiß gewann das Direktmandat für die CDU.
| Bewerber             | Partei           | Erststimmen in % | Zweitstimmen in % |
| -------------------- | ---------------- | ---------------- | ----------------- |
| Frauke Weiß          | CDU              | 37,7             | 34,7              |
| Carsten Nell         | LINKE            | 26,8             | 24,8              |
| Gerhard Miesterfeldt | SPD              | 20,2             | 20,7              |
| Mathias Fangohr      | GRÜNE            | 6,6              | 6,9               |
| Thorsten Fleischmann | NPD              | 4,4              | 4,3               |
| Detlef Ebert         | FDP              | 2,5              | 3,0               |
| Jens Rehmann         | ödp              | 1,8              | 1,1               |
| —                    | Tierschutzpartei | —                | 1,6               |
| —                    | PIRATEN          | —                | 1,2               |
| —                    | Freie Wähler     | —                | 1,1               |
| —                    | SPV              | —                | 0,3               |
| —                    | MLPD             | —                | 0,2               |
| —                    | KPD              | —                | 0,1               |

## Wahl 2006
Bei der Landtagswahl in Sachsen-Anhalt 2006 traten folgende Kandidaten an:
| Name                             | Partei | Anteil der Erststimmen |
| -------------------------------- | ------ | ---------------------- |
| Frauke Weiß                      | CDU    | 36,1 %                 |
| Detlef Eckert                    | LINKE  | 31,7 %                 |
| Gerhard Miesterfeldt             | SPD    | 19,9 %                 |
| Matthias Blessinger              | FDP    | 6,6 %                  |
| Kristine Paul                    | GRÜNE  | 4,1 %                  |
| Kathleen Schneider               | GUT    | 1,7 %                  |
| Wahlberechtigte: 48378 Einwohner |        |                        |
| Wahlbeteiligung: 40,6 %          |        |                        |